# La Vie devant moi
Ne doit pas être confondu avec La Vie devant soi (homonymie).
Pour plus de détails, voir Fiche technique et Distribution.
La Vie devant moi est un film français coécrit et réalisé par Nils Tavernier et sorti en 2025.
Il raconte la vie à Paris sous l'Occupation, entre 1942 et 1944, d'une famille juive cachée dans une chambre de bonne, après avoir échappé à la rafle du Vél’ d’Hiv’.

## Synopsis
Après avoir échappé à la rafle du Vél d’Hiv au matin du 16 juillet 1942, la jeune Tauba Zylbersztejn et ses parents, Juifs polonais, trouvent refuge dans une chambre de bonne au 209 rue Saint-Maur dans le 10e arrondissement de Paris. Durant deux ans, à de rares exceptions près, la famille n’en sort plus, jusqu'à la libération de la ville. Mais comment vivre confinés à trois dans six mètres carrés avec la crainte terrifiante d’être découverts à chaque instant, ?

## Fiche technique
Sauf indication contraire, les informations mentionnées dans cette section peuvent être confirmées par la base de données cinématographiques IMDb,  présente dans la section « Liens externes ».
- Titre original : La Vie devant moi
- Réalisation : Nils Tavernier
- Scénario : Nils Tavernier, Guy Birenbaum et Laurent Bertoni
- Musique : Baptiste Colleu et Pierre Colleu
- Photographie : Vincent Gallot
- Décors : Mathieu Menut
- Montage : Thomas Beard
- Costumes : Alice Cambournac
- Sociétés de production : Apollo Films Production, Echo Studio Production, Federation Studios Production et Bonne Pioche Cinéma Production
- Distribution : Apollo Films (France)
- Budget : 3,5 millions d'euros[3]
- Pays de production :  France
- Langue originale : français
- Genre : drame biographique et historique
- Durée : 93 minutes
- Date de sortie :
  - France : 26 février 2025

## Distribution
- Guillaume Gallienne : Moshe Zylbersztejn, le père
- Violette Guillon : Tauba Zylbersztejn
- Adeline d'Hermy : Rywka, la mère
- Sandrine Bonnaire : Rose, l'épouse Dinanceau
- Laurent Bateau : Désiré
- Rod Paradot : Alfred
- Claude Mathieu : Marta
- Bernard Le Coq : le médecin hôpital
- Xavier Mathieu : le médecin débarras
- Éric Savin : Propriétaire appartement

## Production
Le tournage a lieu à Paris à l'été 2023.

## Autour du film
La vie de Tauba Zylbersztejn a précédemment fait l'objet d'un documentaire de Ruth Zylberman, Les enfants du 209 rue Saint-Maur Paris Xe, diffusé sur Arte en 2018, et d'un livre du même nom publié en 2020 aux éditions du Seuil,.
Tauba Zylbersztejn est l'épouse du résistant Robert Birenbaum et la mère de l'écrivain Guy Birenbaum, coscénariste du film.
La bande-annonce du film, mise en ligne le 9 janvier 2025, s’ouvre sur un extrait vidéo d'un entretien avec Tauba Zylbersztejn réalisé en 1997. Il s'inscrit dans le cadre de la collecte initiée par le réalisateur américain Steven Spielberg et la Fondation Shoah (en) visant à recueillir les témoignages des rescapés de la Shoah[réf. nécessaire].
La sortie du film s'accompagne de celle d'un roman du même nom écrit par Guy Birenbaum aux éditions Flammarion.